# What You Got
What You Got (em português: O Que Você Conseguiu), é a primeira canção de trabalho ou single/compacto lançado pelo cantor americano Colby O'Donis em seu também primeiro álbum Colby O. A canção conta com a particípação de Akon que também produziu a faixa juntamente com Giorgio Tuinfort. Uma versão da canção em espanhol foi lançada na internet com o nome de "¿Cuánto Quieres?" ou "Quanto você quer?"/"Quanto tu queres?", mas o verso de Akon continuou em inglês.

## Desempenho nas Paradas
What You Got teve uma passagem razoável pelas paradas de alguns países. Nos Estados Unidos, a canção estreou na semana de 15 de Março de 2008 na posição 86 e chegou ao pico - posição 14 - na semana de 31 de maio de 2008. No Canadá, onde ficou por 17 semanas, o topo foi o número 29. Na Suécia, a canção ficou apenas duas semanas na parada, ambas na 59ª posição. Na parada mundial, a canção chegou à posição 28 entre os 40.